# Steven Mithen
Steven Mithen (né le 16 octobre 1960) est un archéologue et professeur universitaire britannique.

## Biographie
Steven Mithen détient un BA avec honors en préhistoire et archéologie de l'université de Sheffield, un MSc en biologie computationnelle de l'université York et un PhD en archéologie de l'université Cambridge. 
En 2018, il enseigne l'archéologie à l'université de Reading, au Royaume-Uni, où il est aussi recteur adjoint.

## Œuvres
Ouvrages académiques généraux
- Thoughtful foragers: A study of prehistoric decision making, Cambridge University Press, 1990.  (ISBN 0-521-35570-2)
- The prehistory of the mind: A search for the origins of art, religion, and science, Londres : Thames and Hudson, 1996,  (ISBN 0-500-05081-3)
- Creativity in human evolution and prehistory, Londres : Routledge, 1998.  (ISBN 0-415-16096-0)
- Problem-solving and the evolution of human culture, Londres : Institute for Cultural Research, 1999.  (ISBN 0-904-67425-8)
- After the Ice: a global human history, 20,000-5000 BC. Cambridge, Mass : Harvard University Press, 2003
- The Singing Neanderthals: the Origins of Music, Language, Mind and Body, Londres : Weidenfeld & Nicholson, 2005

Ouvrages académiques techniques
- (en) S. J. Mithen et al., The early prehistory of Wadi Faynan, Southern Jordan : excavations at the pre-pottery neolithic A site of WF16 and archaeological survey of Wadis Faynan, Ghuwayr and Al Bustan, Oxford, Oxbow, 2006 (ISBN 1-84217-212-3)
- (en) S. J. Mithen, Archaeological fieldwork on Colonsay, computer modelling, experimental archaeology and final interpretations, Cambridge, McDonald Institute for Archaeological Research, 2000 (ISBN 1-902937-11-2)
- (en) S. J. Mithen, Hunter-gatherer landscape archaeology : the Southern Hebrides Mesolithic project, 1988-98, Cambridge, McDonald Institute for Archaeological Research, 2000, 2 vols. (ISBN 1-902937-12-0)

Il a aussi collaboré à la rédaction de plusieurs ouvrages en archéologie.